# Johann Georg Conradi

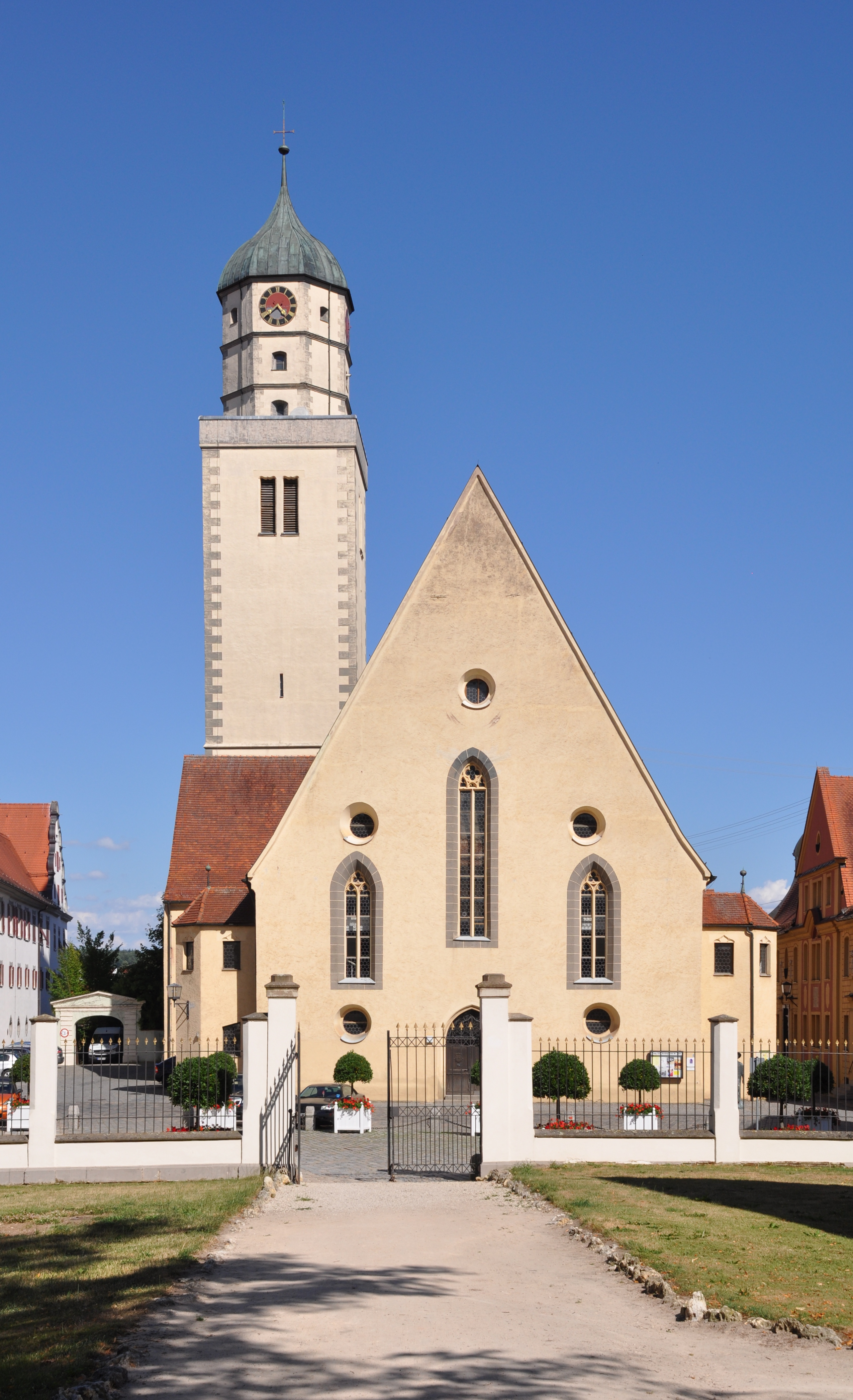
Die Kirche St. Jakob (Oettingen in Bayern) Beginn der Bauzeit 1326 Vollendung 1461, da stand der Kirchturm. Erst 1535 wurde das Oktogon fertiggestellt.

Johann Georg Conradi (* 1645 in Oettingen, Grafschaft Oettingen; † 22. Mai 1699 in Oettingen, Fürstentum Oettingen) war ein deutscher Komponist, Organist und Kapellmeister.

## Leben
Johann Georg Conradi – Sohn eines Oettingener Organisten – wurde von seinem Vater musikalisch vorgebildet und erhielt seine spätere musikalische Weiterbildung vermutlich in Stuttgart.
Zurückgekehrt nach Oettingen wurde er 1671 daselbst Musikdirektor. Conradi verließ nach einem Jahrzehnt Oettingen und ging 1683 nach Ansbach. Dort übernahm er die Stelle des Hofkapellmeisters. In seinen Ansbacher Jahren schuf Conradi dutzende Kompositionen.
Schon nach vier Jahren 1687 verließ Conradi Ansbach wieder, da nach Erhebung der Grafschaft Oettingen zum Fürstentum Oettingen der nachfolgende Regent auf die Dienste Johann Georg Conradis verzichtete. Conradi übersiedelte in das unweit gelegene Römhild im fränkisch geprägten Süden Thüringens, wo er als Kapellmeister eine kleine Hofkapelle aufbaute.
1690 folgte Johann Georg Conradi dem Ruf als Kapellmeister an die berühmte Hamburger Oper am Gänsemarkt. Unter Conradis Leitung wurden an der Oper am Gänsemarkt auch italienische und französische Opern inszeniert, neben eigenen und zeitgenössischen Werken anderer Komponisten. In seinen Hamburger Jahren komponierte Conradi neun Opern, jedoch hat sich, soweit bekannt, neben sämtlichen Libretti nur die Musik der Oper Die schöne und getreue Ariadne bis heute erhalten. Die Ariadne wurde im 21. Jahrhundert neu inszeniert und auf Tonträger eingespielt.
Trotz großen Erfolges verließ Conradi wegen wirtschaftlicher Probleme die Hansestadt im Jahre 1694. Er kehrte wieder nach Oettingen zurück und bekleidete dort bis zu seinem Tode die Position des Kapellmeisters am Fürstenhofe von Albrecht Ernst II. Die Position des Kapellmeisters blieb in der Familie Conradi und ging nach dem Tod von Johann Georg Conradi auf seinen Sohn über.

## Werk
Opern
Musik verschollen, sofern nicht anders angegeben. Libretti (alle verfasst von Christian Heinrich Postel) erhalten.
- Der fromme und friedfertige König der Römer Numa Pompilius (Hamburg, 1691)
- Diogenes Cynicus (Hamburg, 1691)
- Die schöne und getreue Ariadne (Hamburg, 1691, Musik erhalten)
- Der Verstöhrung Jerusalem erster Theil, oder Die Eroberung des Tempels (Hamburg, 1692)
- Der Verstöhrung Jerusalem ander Theil, oder Die Eroberung der Burg Zion (Hamburg, 1692)
- Der tapffere Kayser Carolus Magnus und dessen erste Gemahlin Hermingardis (Hamburg, 1692)
- Der grosse König der africanischen Wenden Gensericus als Rom- und Karthagens Überwinder (Hamburg, 1693)
- Der königliche Printz aus Pohlen Sigismundus, oder Das menschliche Leben wie ein Traum (Hamburg, 1693)
- Der wunderbar-vergnügte Pygmalion (Hamburg, 1694)